# Сумеречная летучая лисица
Сумеречная летучая лисица (лат. Pteropus brunneus) — исчезнувший вид млекопитающих из семейства крылановых. Был эндемичен для островов Перси (англ. The Percy Group), расположенных к юго-востоку от Маккая (северо-восточная Австралия).
Сохранился единственный вскрытый экземпляр, который был найден в 1859 году и описан Добсоном в 1878 году. С тех пор нет никаких сведений о живых представителях данного вида. Этот образец в настоящее время находится в музее естественной истории в Лондоне, где было подтверждено, что он принадлежит к виду, отличному от других известных видов рода Peteropus. Представители данного рода — крупные фруктоядные летучие мыши, обычно называемые летучими лисицами.